# Mischocyttarus cooperi
Mischocyttarus cooperi är en getingart som beskrevs av Richards 1978. Mischocyttarus cooperi ingår i släktet Mischocyttarus och familjen getingar. Inga underarter finns listade i Catalogue of Life.